# Nämarland
Nämarland är en ö i Finland. Den ligger i Finska viken och i kommunen Raseborg i den ekonomiska regionen  Raseborg i landskapet Nyland, i den södra delen av landet. Ön ligger omkring 69 kilometer sydväst om Helsingfors.
Öns area är 1,4 hektar och dess största längd är 210 meter i öst-västlig riktning.